# Goalball nos Jogos Parapan-Americanos de 2023
As competições de Goalball nos Jogos Parapan-Americanos de 2023 foram realizadas em Santiago, no Centro de Esportes Paralímpicos do Estádio Nacional entre os dias 18 e 24 de novembro.
Foram sendo disputados 2 eventos (masculino e feminino), contando com a participação de 82 atletas de 8 países participantes.

## Calendário
| Novembro | 16 | 17 | 18 | 19 | 20 | 21 | 22 | 23 | 24 | 25 | 26 |
| -------- | -- | -- | -- | -- | -- | -- | -- | -- | -- | -- | -- |
| Goalball |    |    |    |    |    |    |    |    | 2  |    |    |

|  | Dia de competição |  | Dia de final |

## Qualificação
Um total de oito equipes masculinas e oito femininas se qualificaram para competir em cada torneio. A nação anfritriã, Chile, teve classificação automática a cada torneio, juntamente com outras sete equipes em cada torneio de acordo com diversos critérios de qualificação.

### Masculino
| Evento                                   | Evento                                   | Datas              | Local     | Vagas | Classificados                                                    |
| ---------------------------------------- | ---------------------------------------- | ------------------ | --------- | ----- | ---------------------------------------------------------------- |
| País-sede                                | País-sede                                | —                  | —         | 1     | Chile                                                            |
| 2022 IBSA Parapan American Championships | 2022 IBSA Parapan American Championships | 15–22 de fevereiro | São Paulo | 7     | Argentina Brasil Canadá Colômbia Estados Unidos México Venezuela |
| Total                                    |                                          |                    |           | 8     |                                                                  |

### Feminino
| Evento                                   | Evento                                   | Datas              | Local     | Vagas | Classificados                                                |
| ---------------------------------------- | ---------------------------------------- | ------------------ | --------- | ----- | ------------------------------------------------------------ |
| País-sede                                | País-sede                                | —                  | —         | 1     | Chile                                                        |
| 2022 IBSA Parapan American Championships | 2022 IBSA Parapan American Championships | 15–22 de fevereiro | São Paulo | 7     | Argentina Brasil Canadá Estados Unidos Guatemala México Peru |
| Total                                    |                                          |                    |           | 8     |                                                              |

## Medalhistas
| Evento             | Ouro | Prata | Bronze |
| ------------------ | --- | --- | --- |
| Masculino detalhes | Rubens Ferreira Leomon Moreno Josemárcio Sousa Diego Marques Emerson Ernesto Cláudio Botelho BRA Brasil | Walter Merren Mikael Faison Zachary Buhler Russell Young Hayden Simpson Caleb Christian USA Estados Unidos | Ahmad Zeividavi Steven Brice Parker Aaron Prevost Lorne Blair Nesbitt Allen Douglas Ripley Jeffrey Scott CAN Canadá |
| Feminino detalhes  | Whitney Bogart Meghan Mahon Emma-leigh Heather Tracy Baldock Any Burk Maryam Salehizadeh CAN Canadá     | Alessandra Lawson Lisa Czechowski Asya Miller Amanda Dennis Eliana Mason Mindy Cook USA Estados Unidos     | Ana Gabriely Ana Duarte Moniza de Lima Kátia Ferreira Danielle Longhini Jessica Gomes BRA Brasil                    |

### Quadro de medalhas
| Ordem | País               | Medalha de ouro | Medalha de prata | Medalha de bronze |   |
| ----- | ------------------ | --------------- | ---------------- | ----------------- | - |
| 1     | BRA Brasil         | 1               |                  | 1                 | 2 |
|       | CAN Canadá         | 1               |                  | 1                 | 2 |
| 3     | USA Estados Unidos |                 | 2                |                   | 2 |
| TOTAL | TOTAL              | 2               | 2                | 2                 | 6 |